# Комитет по экономическим, социальным и культурным правам
Комитет по экономическим, социальным и культурным правам (англ. Committee on Economic, Social and Cultural Rights) — исполнительный орган Организации Объединённых Наций, осуществляющий надзор за соблюдением Международного пакта об экономических, социальных и культурных правах.

## Работа комитета
Комитет проводит заседания дважды в год в Женеве, весной во Дворце Наций и осенью во Дворце Вильсона. Во время этих заседаний комитет рассматривает отчёты по странам, которые поступают от государств-членов Пакта каждые пять лет. Эти отчёты оцениваются с использованием так называемых «параллельных» или «теневых отчётов», поступающих от неправительственных организаций.
В случае установления наличия отдельных нарушений прав человека комитет высказывает рекомендации по улучшению положения прав человека в своих заключительных замечаниях (англ. Concluding Observations).
В качестве основы оценок отчётов по государствам комитет разрабатывает к тому же так называемые общие комментарии (англ. General Comments), конкретизирующие практическое содержание положений Пакта.
5 мая 2013 года вступил в силу Факультативный протокол к Международному пакту об экономических, социальных и культурных правах . Этот правовой документ станет важным инструментом выявления грубых нарушений прав человека, которые зачастую связаны с бедностью и дискриминацией.
Вступление Протокола в силу позволит отдельным лицам обращаться в специально созданный для этого Комитет с жалобами о нарушении их прав, гарантированных в Международном пакте об экономических, социальных и культурных правах. 

## Состав
Комитет состоит из 18 экспертов, назначаемых Экономическим и социальным советом ООН. Кандидаты должны быть полностью независимы от стран своего происхождения. Члены комитета избираются на срок в 4 года в соответствии с Резолюцией ECOSOC 1985/17 от 28 мая 1985 года. Они могут быть переизбраны.

### Члены комитета
| Имя                                           | Государство | Срок      |
| --------------------------------------------- | ----------- | --------- |
| Мохамед Эззельдин абдель-Монейм               | Египет      | 2008-2012 |
| Клемент Атангана                              | Камерун     | 2007-2010 |
| Росио Бараона Риера                           | Коста-Рика  | 2008-2012 |
| Виргиния Боноан-Дандан                        | Филиппины   | 2007-2010 |
| Мария Виргиния Браш Гомеш                     | Португалия  | 2007-2010 |
| Чандрашехар Дасгупта                          | Индия       | 2007-2010 |
| Здислав Кедзя (докладчик)                     | Польша      | 2008-2012 |
| Аззоуз Кердоун                                | Алжир       | 2007-2010 |
| Аслан Хусейнович Абашидзе (вице-председатель) | Россия      | 2014-2018 |
| Хайме Маркан Ромеро                           | Эквадор     | 2007-2010 |
| Сергей Николаевич Мартынов                    | Белоруссия  | 2008-2012 |
| Ариранга Говиндасами Пиллай                   | Маврикий    | 2008-2012 |
| Айбе Ридель                                   | Германия    | 2007-2010 |
| Валид Сади (председатель)                     | Иордания    | 2008-2012 |
| Николаас ЯнСкрийвер                           | Нидерланды  | 2008-2012 |
| Даодэ Чжан                                    | Китай       | 2008-2012 |
| Филипп Тексье                                 | Франция     | 2008-2012 |
| Альваро Тирадо Мехиа                          | Колумбия    | 2007-2010 |